# استوارت کندی
استوارت کندی (انگلیسی: Stuart Kennedy؛ زادهٔ ۳۱ مهٔ ۱۹۵۳) بازیکن فوتبال اهل اسکاتلند بود.
از باشگاه‌هایی که در آن بازی کرده‌است می‌توان به باشگاه فوتبال آبردین و باشگاه فوتبال فالکیرک اشاره کرد.
وی همچنین در تیم ملی فوتبال اسکاتلند بازی کرده‌است.